# テイニン市
テイニン市（ベトナム語：Thành phố Tây Ninh / 城庯西寧  発音、「タイニン」と表記されることも多い）は、ベトナム南西部のテイニン省の省都 。ホーチミン市から北西約100キロ。カンボジア国境近くの街で、1969年に南ベトナムの地下政府として成立した南ベトナム共和国は、1975年のサイゴン陥落まで同地を本拠地としていた。ホーチミンからシンカフェやキムカフェなどを利用して、日帰り観光ができる。

## 行政区画
以下の7坊3社から構成される。
- 第1坊（Phường 1）
- 第2坊（Phường 2）
- 第3坊（Phường 3）
- 第4坊（Phường 4）
- ヒエップニン坊（Hiệp Ninh / 協寧）
- ニンソン坊（Ninh Sơn / 寧山）
- ニンタイン坊（Ninh Thạnh / 寧盛）
- ビンミン社（Bình Minh / 平明）
- タンビン社（Tân Bình / 新平）
- タインタン社（Thạnh Tân / 盛新）